# Simer, Pereciîn
Simer (în ucraineană Сімер) este o comună în raionul Pereciîn, regiunea Transcarpatia, Ucraina, formată numai din satul de reședință.

## Demografie
Componența lingvistică a comunei Simer
     Ucraineană (98,92%)
     Alte limbi (1,07%)
Conform recensământului din 2001, majoritatea populației comunei Simer era vorbitoare de ucraineană (98,92%), existând în minoritate și vorbitori de alte limbi.